# Alimos (stacja metra)
Alimos (gr: Άλιμος) – stacja metra ateńskiego, na linii 2 (czerwonej). Została otwarta 26 lipca 2013. Nazwa stacji pochodzi od gminy Alimos, na której terenie się znajduje.